# Per Kinde
Per Johan Kinde (født 14. april 1887 i Göteborg, død 30. juni 1924 smst) var en svensk skytte, som deltog i OL 1920 i Antwerpen.
Kinde stille ved legene i 1920 op i to holddiscipliner. Han vandt sammen med Erik Lundquist, Fredric Landelius, Alfred Swahn, Karl Richter og Erik Sökjer-Petersén bronzemedalje i lerdueskydning. Med 86 point blev Kinde sammen med Landelius næstbedste svensker efter Lundquist. Holdet var blot tre point efter Belgien på andenpladsen, men tolv point foran Storbritannien på fjerdepladsen. Sammen med Alfred Swahn, Oscar Swahn, Bengt Lagercrantz og Karl Larsson blev han i enkeltskud, løbende hjort nummer fire (ud af fire deltagende hold) med fem point op til USA på tredjepladsen. Kinde blev sammen med Lagercrantz næstbedste svensker med 32 point efter Alfred Swahn.